# Diskontinuitätsprinzip
Das Diskontinuitätsprinzip beschreibt die sachliche, personelle und organisatorische (institutionelle) Erneuerung nach Ablauf einer Legislaturperiode. Als Herrschaft auf Zeit unterliegt Demokratie einem ebenso zeitlich begrenzten Ausdruck des Volkswillens. Durch Neuwahl verliert die abgelöste Legislatur ihre Legitimität und das Parlament unterbricht seine Handlungsprozesse. Die Anwendung des Diskontinuitätsprinzips ist in vielen nationalen Parlamenten üblich. Auch in Deutschland gilt das Diskontinuitätsprinzip für den Bundestag.

## Diskontinuität in Deutschland
Die sachliche Diskontinuität besagt, dass Gesetzesvorhaben, die innerhalb einer Legislaturperiode nicht verabschiedet worden sind, nach Ablauf dieser Periode automatische Erledigung finden. Soll das Vorhaben weiterhin umgesetzt werden, muss das Gesetzgebungsverfahren – angefangen bei der Gesetzesinitiative – in der folgenden Legislaturperiode neu beginnen.
Dabei gilt die sachliche Diskontinuität auf Bundesebene nur für den Bundestag, nicht beispielsweise für den Bundesrat. Im Bundestag verabschiedete Gesetzesvorhaben können daher vom Bundesrat noch weiter behandelt und beschlossen werden.
Die personelle Diskontinuität bedeutet im Falle des Bundestages, dass nach der Bundestagswahl ein neuer Bundestag zusammentritt, die bisherigen Abgeordneten ihr Mandat verlieren. Da die demokratische Legitimation des Parlaments durch das Volk jeweils nur für eine Legislaturperiode gilt, bestehen für den neu gewählten Bundestag keine Verpflichtungen gegenüber seinem Vorgänger.
Die organisatorische (institutionelle) Diskontinuität betrifft Organe und Untergliederungen des Bundestages. Diese Gruppen, wie beispielsweise Fraktionen, Ausschüsse oder auch die Enquete-Kommissionen bestehen jeweils nur für eine Legislaturperiode und müssen vom neu gewählten Bundestag auch neu gebildet werden.

## Diskontinuität in der EU
Auf Ebene der Europäischen Union existiert das sachliche Diskontinuitätsprinzip faktisch nicht. Zwar gelten nach Art. 250 Abs. 1 der Geschäftsordnung des Europäischen Parlaments am Ende der letzten Tagung vor den nächsten Wahlen grundsätzlich alle unerledigten Angelegenheiten des Parlaments als verfallen. Da das Europäische Parlament jedoch keine grundsätzlichen formellen Initiativbefugnisse hat, kann es auch keine laufenden Gesetzgebungsverfahren beenden. Die Bestimmung der Geschäftsordnung überschreitet damit vermutlich das Selbstorganisationsrecht aus Art. 199 Abs. 1 EGV.
Gesetzesinitiativen behalten somit auch nach der Neuwahl des Europäischen Parlaments oder einem Wechsel der Europäischen Kommission ihre Gültigkeit. Dies hat zur Folge, dass sich die gesetzgebenden Organe (das Europäische Parlament und Ministerrat) teilweise mit Gesetzesinitiativen befassen müssen, die älter als zehn Jahre sind. Dieser Umstand wird von Verfassungsrechtlern wie Roman Herzog kritisiert. Sie sehen das Diskontinuitätsprinzip als Subsidiaritätswächter, der der anhaltenden Kompetenzsteigerung der EU Einhalt gebieten könnte.
Siehe dazu auch: Demokratiedefizit der Europäischen Union

## Zitat
„Am Ende der Wahlperiode des Bundestages gelten alle Vorlagen als erledigt. Dies gilt nicht für Petitionen und für Vorlagen, die keiner Beschlußfassung bedürfen.“

„Mit dem Ende der Wahlperiode gelten alle vom Landtag nicht erledigten Gesetzentwürfe, sonstige Vorlagen, Anträge und Berichtsanträge, noch nicht beantwortete Große und Kleine Anfragen, Auskunftsersuchen und Mündliche Fragen als erledigt.“

„(1) Am Ende der letzten Tagung vor den nächsten Wahlen gelten vorbehaltlich des Absatzes 2 alle unerledigten Angelegenheiten des Parlaments als verfallen.
(2) Zu Beginn jeder Wahlperiode entscheidet die Konferenz der Präsidenten über die mit Gründen versehenen Anträge der Ausschüsse des Parlaments sowie der anderen Organe, die Prüfung der unerledigten Angelegenheiten von vorn zu beginnen oder fortzusetzen.“